# حرب البوزي
كانت حرب البوزي صراعًا صغيرًا وقصيرًا مع الهنود في يوتا. على الرغم من أنها كانت نزاعًا هامشيًا، اشتملت على نزوحات جماعية لشعبي اليوت والبايوت الأمريكيين الأصليين من أرضهم حول بلوف، يوتا إلى صحارى جبل نافاجو. قاد السكان الأصليون رئيس يُدعى بوزي أخذ شعبه إلى الجبال لمحاولة الهروب من مطارديه. خلافًا للصراعات السابقة، لعبت قوة بوزي كوميتاتوس دورًا بارزًا في حين لعب جيش الولايات المتحدة دورًا ثانويًا. انتهت الحرب بعد مناوشة عند كومب ريدج. أصيب بوزي بجراح بليغة وأُخذت مجموعته إلى معسكر سجناء الحرب في بلاندينغ. حين أكدت السلطات وفاة بوزي، أُطلق سراح السجناء ومُنحوا حصصًا من الأراضي للزراعة وتربية الماشية. بحسب موسوعة يوتا، «بالنسبة للهنود لم تكن حربًا ولم يكن يُقصد على الإطلاق أن تكون كذلك ... أُطلقت بضع طلقاتٍ كعملية تأخير، ولا يبرر استسلام شديد السرعة تصعيد النزوح إلى حرب».

## الخلفية
استمرت حرب البوزي في سلسلة طويلة من الصراعات بين الولايات المتحدة وقبيلتي يوت وبايوت. في السنوات التي سبقت عام 1923، كان شعب اليوت الأفيكي يحارب للحفاظ على أرض أجدادهم في ما هو اليوم مقاطعة سان خوان. على الرغم من أن معظم الصراع وقع على طاولة المفاوضات، كان هناك اندلاعات عرضية لأعمال عدائية، مثل حرب بلوف عام 1915 ومناوشات بلوف عام 1921. بحلول عام 1923، كان القائد بوزي وأعضاء في جماعته قد أصبحوا ذائعي الصيت بسبب نشاطاتهم في صراعاتهم السابقة. بين عامي 1881 و1921، قاتلت جماعة بوزي في العديد من الاشتباكات ضد مستوطني المورمون المحليين أو القبائل الأمريكية الأصلية الأخرى. كان بوزي نفسه نصف بايوتي ونصف مكسيكي على الرغم من أنه تزوج من قبيلة يوت الجبلية، ضمت فرقته نحو 100 شخص، رجال ونساء وأطفال من كلتا قبيلتي يوت وبايوت. كانوا يعيشون حول ضواحي بلوف، على امتداد آلين كانيون، حيث يمكنهم العثور على المستوطنين في المدينة. بحسب أحد اليوتيين، رفضت جماعة بوزي العيش في الحجز لأنهم شعروا أن السكان الأصليين كانوا غير ودودين.
بدأت حرب البوزي في فبراير عام 1923 بسبب مسألة ثانوية نسبيًا سرق فيها شابين من اليوت مزرعة أغنام عند كاهون ميسا، واعتديا على المالك وذبحا عجلًا وأحرقا جسرًا. كان الشابان أعضاءًا في فرقة بوزي، كان أحدهما الابن الأصغر لرجل يُدعى جو بيشوب فيما كان الثاني ابن سانوب. استسلم اليوتيان في ما بعد إلى الشريف المحلي، ويليام أوليفر، في بلاندينغ، غير أنهما أصيبا بالتسمم الغذائي أثناء احتجازهما وسُمح لهما بالعودة إلى المنزل، بعد الاتفاق على عودتهم للمحاكمة. في هذه الأثناء، استُخدمت السرقة والاعتداء في مزرعة بيركنز كسبب لبدء حشد جميع السكان الأصليين الذين كانوا يعيشون حول بلوف. في حين أُلقي القبض على البعض ووضعوا في مجمّع محاط بأسلاك شائكة في بلاندينغ، تركت الغالبية أراضيها وتوجهوا إلى البرية. مع بداية المحاكمة في 20 مارس، عاد الشابان إلى المدينة. كان ابن بيشوب يستخدم عصًا كعكازة، إذ كان من الواضح أنه ما يزال مريضًا. حضر القائد بوزي وعدد من رجاله المحاكمة في محاولة لمساعدة الشابان وضمان أنه ما من شيء سيعرّض أرضهم في مقاطعة سان خوان لخطر القتال.

## الحرب
انتهى الجزء الأول من المحاكمة دون وقوع حادث غير أنه عند تأجيل المحاكمة عند الظهر، أخذ الشريف أوليفر الشابين لتناول الغداء. كتب الشريف جورج إيه. هرست، الذي كان حاضرًا في إجراءات المحكمة، ما يلي:
كان ابن جو بيشوب يمشي متكئًا على عصًا كبيرة كما لو أنه مصاب بالشلل أو كان مُقعدًا...».